# Fürstliche Grabstätte von Vix
| QS Vor- und Frühgeschichte | Dieser Artikel wurde aufgrund von inhaltlichen Mängeln auf der Qualitätssicherungsseite des WikiProjekts Vor- und Frühgeschichte eingetragen. Dies geschieht, um die Qualität der Artikel aus diesem Themengebiet auf ein akzeptables Niveau zu bringen. Bitte hilf mit, die inhaltlichen Mängel dieses Artikels zu beseitigen, und beteilige dich bitte an der Diskussion! |  |

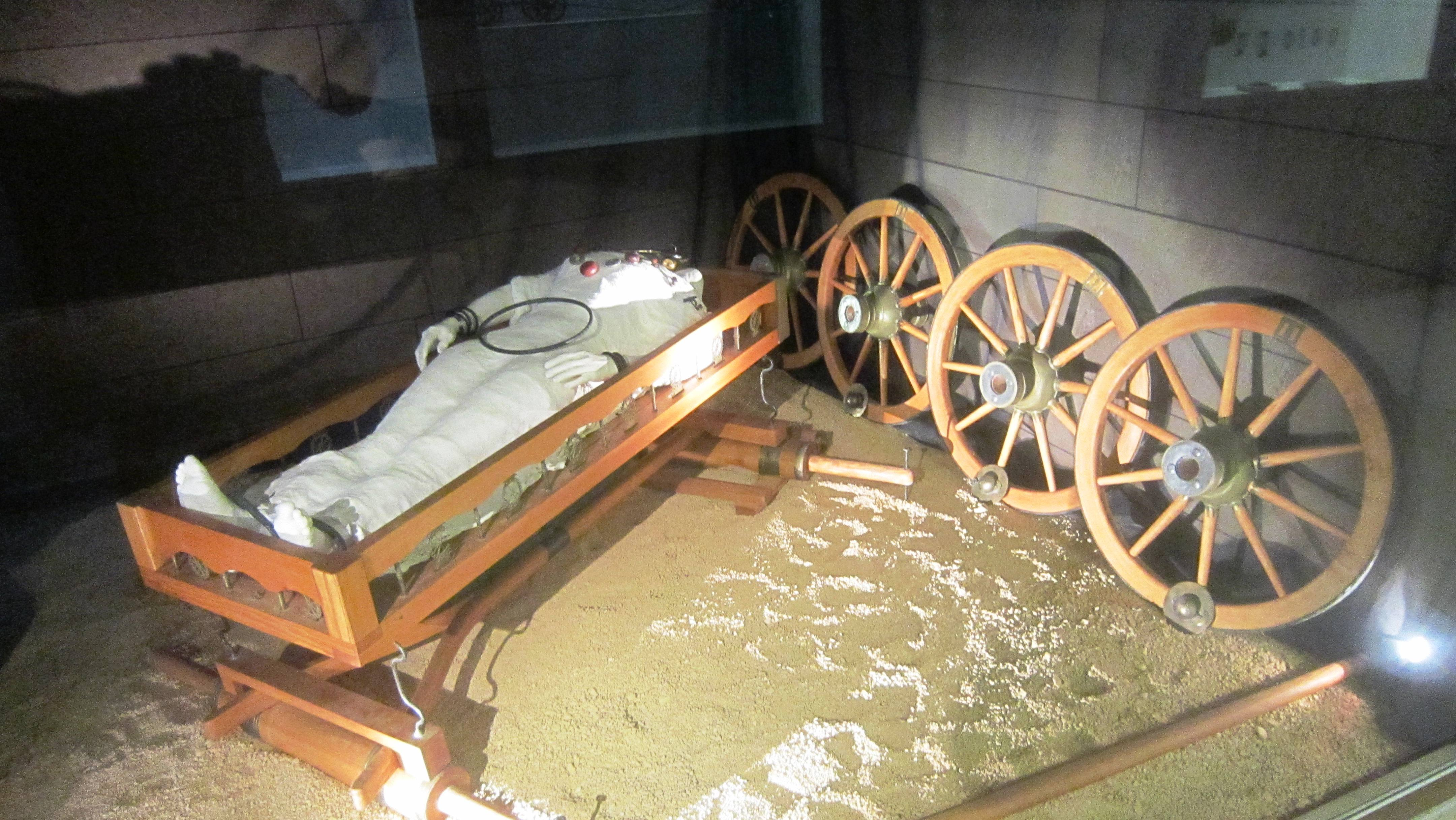
Rekonstruktion der Bestattungssituation im Musée du Pays Châtillonnais

Die Fürstliche Grabstätte von Vix ist ein reich ausgestattetes Fürstinnengrab aus der frühen Eisenzeit im nördlichen Burgund.
Der intakte  Grabhügel wurde 1953 entdeckt. Aufgrund der zahlreichen wertvollen und seltenen Grabbeigaben, insbesondere des Schmucks, wird das Grab einer Fürstin von Vix (französisch princesse de Vix) zugeschrieben. Das Grab gehört zum Oppidum auf dem Mont Lassois, einer großen Siedlung, die in der Zeit des Übergangs von der Späthallstatt- zur Frühlatènezeit bestand. Das Grab wird auf ca. 500 v. Chr. datiert.

## Fundplatz

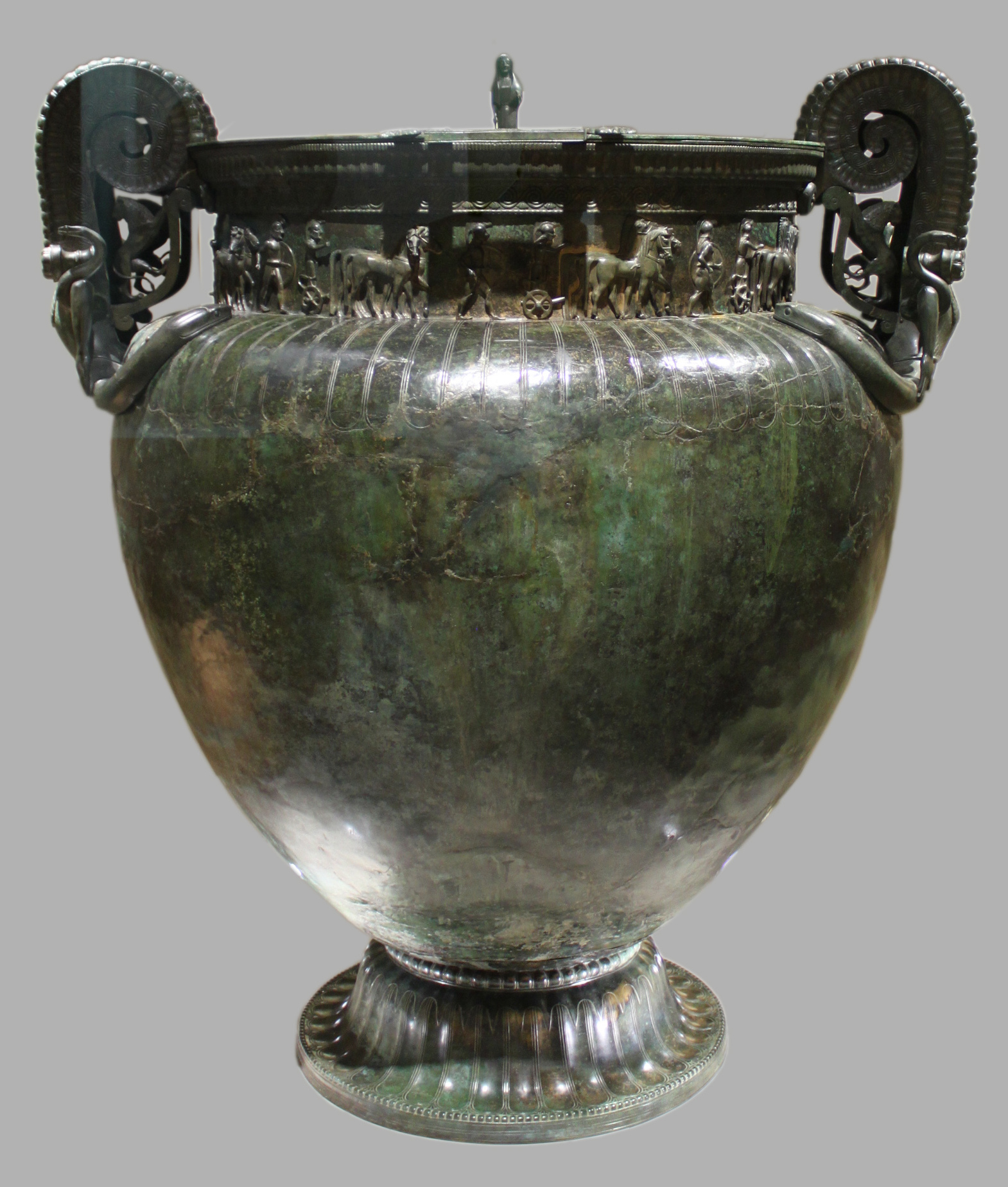
Krater von Vix, Musée du Pays Châtillonnais

Der Fundplatz befindet sich etwa sechs Kilometer nördlich der Stadt Châtillon-sur-Seine. Die Anhöhe des Mont Lassois, eines Zeugenbergs, überragt hier das Dörfchen Vix. Südöstlich des Mont Lassois erstreckt sich auf einer Fläche von 42 ha eine große spätbronze-, hallstatt- und spätlatènezeitliche Nekropole. Die Funde deuten eine Besiedlung bis in die Spätantike an.
Die beginnende Eisenzeit führte zu Veränderungen der Gesellschaft und einer deutlichen Hierarchisierung. Sogenannte „Fürstensitze“ (nach Wolfgang Kimmig) oder Herrenhöfe einer durch den Eisenhandel sich entwickelnden Oberschicht entstanden – im Gegensatz zu den bislang verbreiteten Großsiedlungen. Ob es sich dabei wirklich um „Fürsten“ – also weltliche oder geistliche Herren – oder um eine wirtschaftliche Oberschicht handelte, ist Gegenstand der wissenschaftlichen Diskussion. Die veränderten sozialen Gegebenheiten zeigten sich auch in den reich ausgestatteten Gräbern, die sich markant von den vorherigen, einheitlichen Urnengräbern unterscheiden.
Im 6. und 5. Jahrhundert v. Chr. scheint der Fürstensitz auf dem Mont Lassois einen Verkehrsknotenpunkt kontrolliert zu haben, an dem sich die Seine als wichtiger Transportweg zu Wasser und eine Route vom Mittelmeer nach Norden trafen. Zudem liegt der Mont Lassois mitten in einem landwirtschaftlich intensiv genutzten Gebiet.

## Fundgeschichte
Seit 1929 fanden sich, zunächst als Zufallsfunde eines dort ansässigen Botanikers, zunehmend auch auf gezielte Suche hin, am Mont Lassois tausende von Keramikscherben, Fibeln, Schmuck und andere Bronze- und Eisenobjekte. Am 5. Januar 1953 legte der Landwirt Maurice Moisson in der Ebene südöstlich des Mont Lassois den mit einem Medusenkopf versehenen Henkel eines großen Kraters aus Bronze frei. Ein Grabungsteam unter René Joffroy barg das große Objekt, das sich später als der Krater von Vix herausstellte. Einen Monat später wurde dort das Grab einer mit Schmuck bedeckten Frau entdeckt, die als Fürstin von Vix in die archäologische Nomenklatur einging. Seit Beginn der planmäßigen Ausgrabungen 1953 gab es immer wieder neue Grabungskampagnen und Entdeckungen rund um den Berg Mont Lassois.

### Funde auf und um den Mont Lassois
Die ersten Funde waren Keramikscherben, deren Zahl sich auf heute mehr als 40.000 verwertbare Stücke erhöht hat. Dekoriert waren sie mit geometrischen Motiven wie Schachbrettmustern, teilweise aber auch mit Tiermotiven. Daneben fand sich attische schwarzfigurige Ware. Einige der Amphoren und Schalen ließen sich genauer identifizieren: Sie stammten wohl aus dem damals griechischen Siedlungsgebiet in Südfrankreich.
An Schmuck fanden sich vor allem Fibeln, oft mit Bernstein oder Korallen verziert, aber auch Armreife aus Schiefer, Ohrringe, Perlen und Ringe. Neben Funden aus Metall wurde gläserner Schmuck entdeckt. Einzelfunde blieben kleine Bronzefiguren wahrscheinlich mediterraner Herkunft.
Waffen wurden nur wenige gefunden, meist handelte es sich um Wurfwaffen. 1994 wurden Fragmente von zwei Statuen aus Stein gefunden, eine Frau und ein Krieger. Die Vielfalt von offensichtlich aus dem Mittelmeerraum stammenden Funden lässt weitreichende Handelsbeziehungen vermuten. Insbesondere die griechischen und etruskischen Funde waren wohl über etruskische Händler zum Mont Lassois gelangt.
Auf dem Gipfel und den Hängen des Mont Lassois wurden Spuren einer Befestigung und mehrerer Gebäude entdeckt. Besiedlungsbefunde auf dem Plateau waren Grubenhäuser, Pfostenbauten, Feuerstellen und eine Pfostenschlitzmauer mit Murus-Gallicus-Nägeln. Aufwändige Graben-Mauer-Konstruktionen deuten auf die Bedeutung des Fürstensitzes hin. Die Burg war mit bis zu acht Meter breiten Mauern eingefasst und deutet nach der Definition von Kimmig auf einen bedeutenden Fürstensitz: Burg und Unterstadt waren vorhanden, seltene und teure Importwaren wurden gefunden und mehrere Grabhügel mit reichen Grabbeigaben lagen in der Nähe.
Geomagnetische Untersuchungen durch Harald von der Osten im Jahre 2003 zeigen einen planmäßig angelegten Siedlungsverlauf in Nord-Süd-Achse mit komplexer Bebauung in Holzbauweise. Überschneidungen der Grundrisse weisen auf mehrere Bauperioden hin.

### Fürstinnengrab

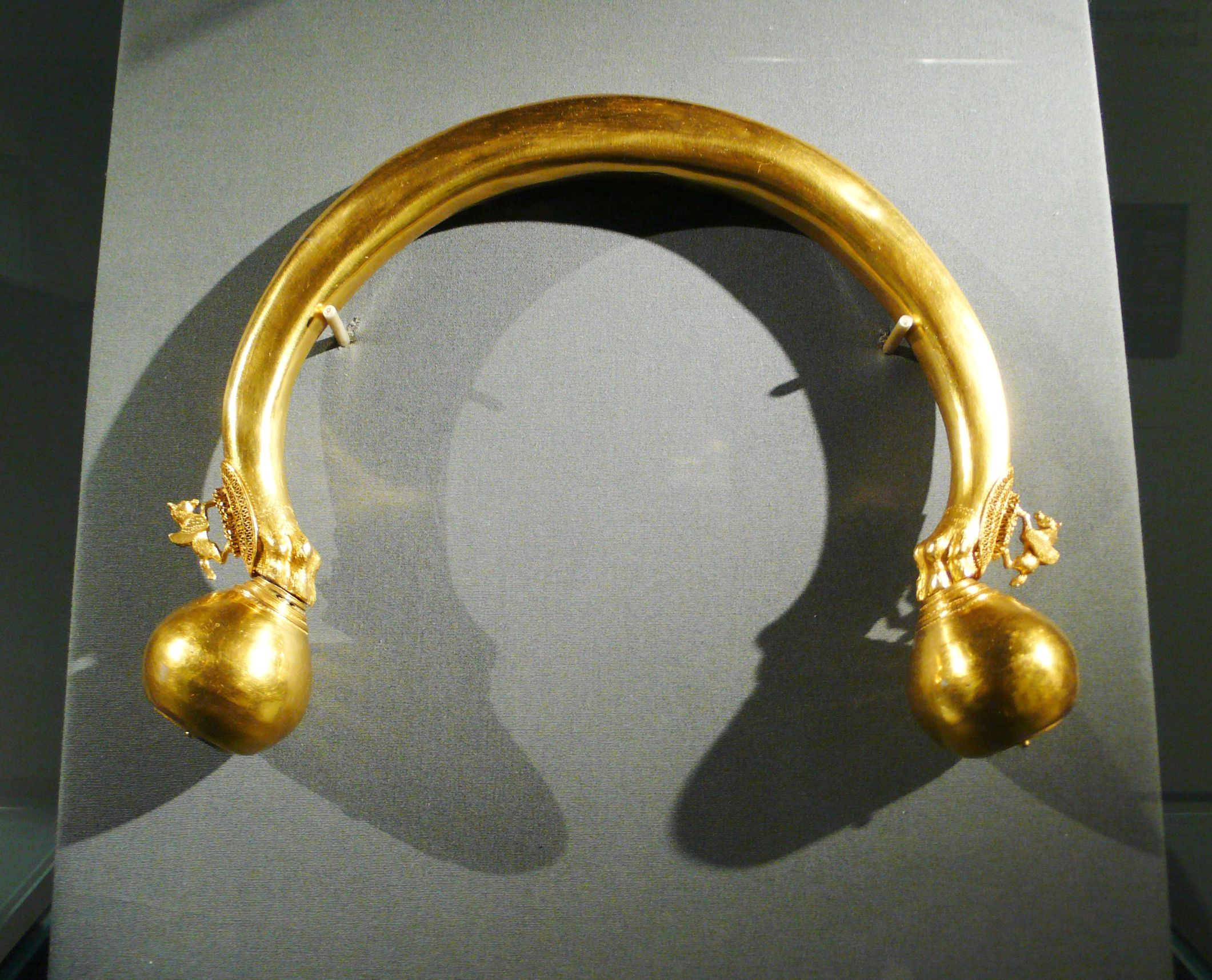
Der goldene Torques

Die Fürstin von Vix oder Dame von Vix war eine hochgestellte Frau, die etwa 30 bis 35 Jahre alt war, als sie starb. Sie wurde etwa zwischen 500 und 450 v. Chr. mit reichen Grabbeigaben in einem Grabhügel bestattet.
Die Fürstin von Vix ruhte in einem freistehenden Wagenkasten eines Zeremonialwagens, von dem die Räder abmontiert waren. Von dem Wagen und den Rädern sind nur die Metallteile erhalten geblieben. Sie war reich mit Schmuck ausgestattet. Auffälligster Schmuck ist ein Torques von 480 Gramm aus reinem, 24-karätigem Gold. Daneben fand sich ein zweiter Torques aus Bronze, sechs Fibeln, sechs Armreife aus lokal vorkommendem Schiefer sowie ein Armreif aus Bernsteinperlen.
Zu den Grabbeigaben gehört der Krater von Vix, der zum Mischen von Wein mit Wasser benutzt wurde. Dazu fand sich auch ein passendes Weinservice, bestehend aus einer silbernen Opferschale (Phiale), einem bronzenen, etruskischen Weinkrug (Oinochoe) und mehreren weiteren Schalen aus Attika und Etrurien. Diese Fundstücke waren ursprünglich wohl auf Beistelltischen oder Bänken angeordnet, die nicht erhalten sind.
Die Grabbeigaben und eine Rekonstruktion des Grabes sind heute im Musée du Pays Châtillonnais in Châtillon-sur-Seine ausgestellt.

#### Krater von Vix

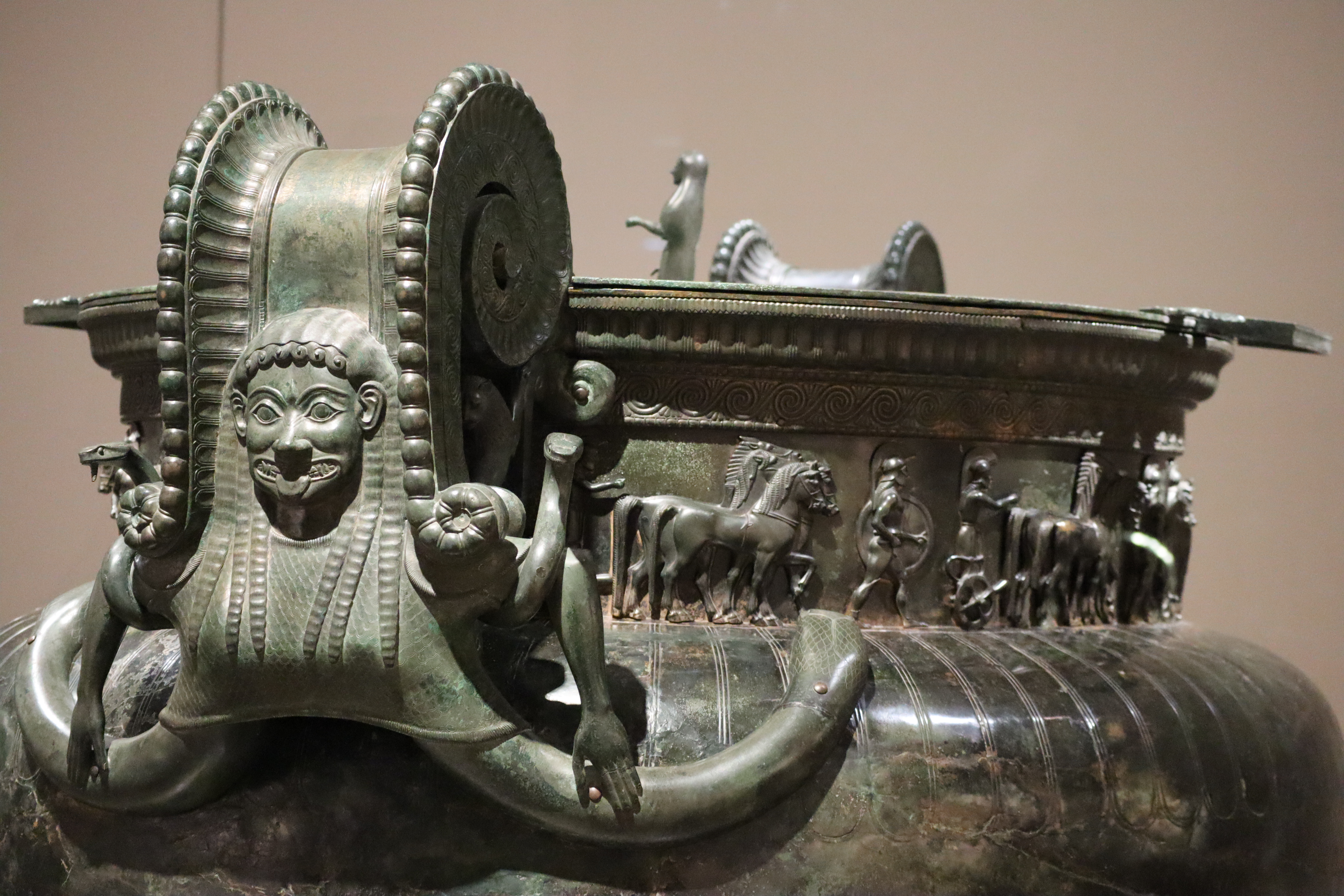
Gorgonenhaupt am Henkel

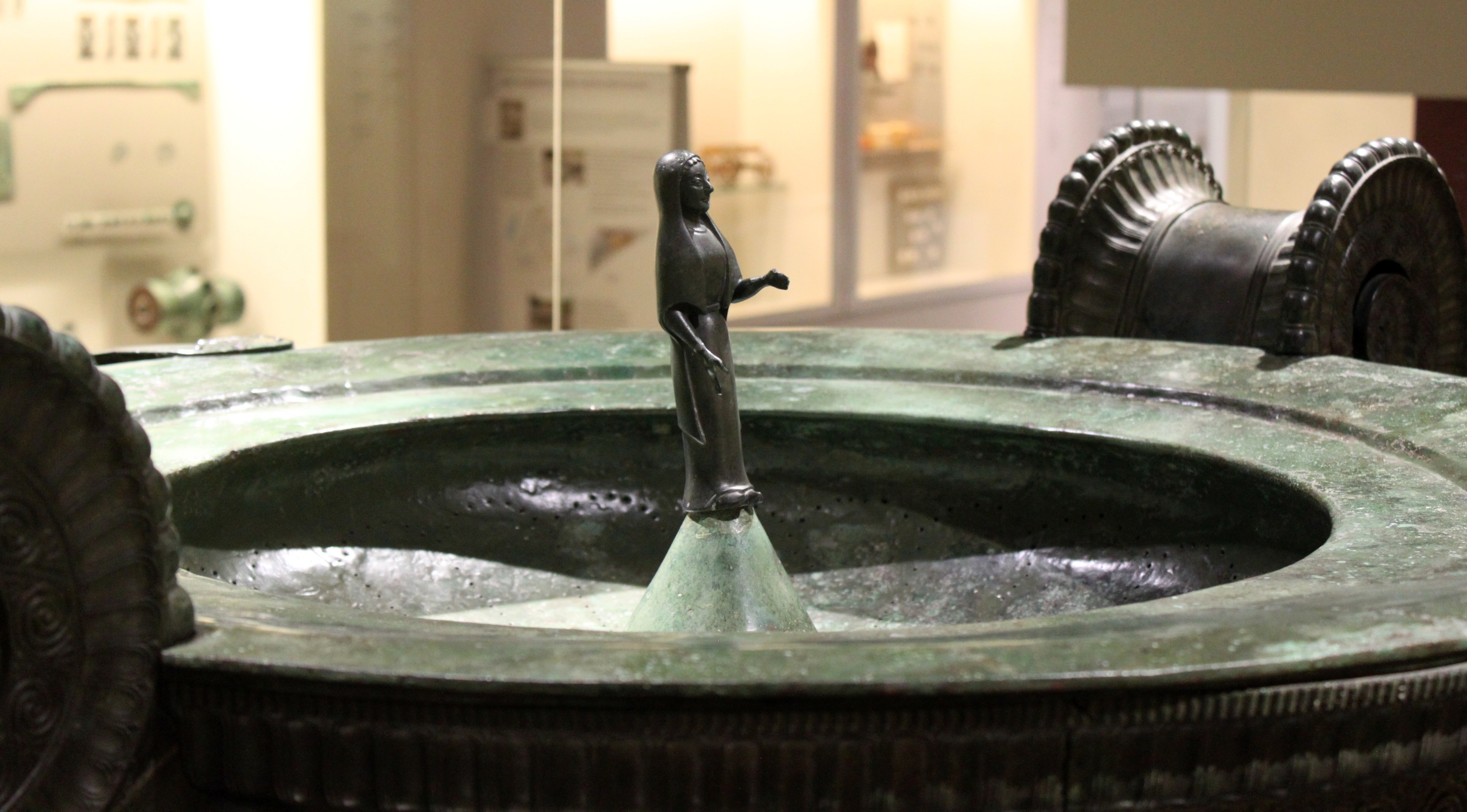
Frauenstatuette am Deckel

Der Krater von Vix ist ein großes, reich verziertes, Weinmischgefäß aus Bronze, eine sogenannter Volutenkrater. Er hat ein Fassungsvermögen von 1100 Litern, eine Höhe von 1,64 Metern und ein Gesamtgewicht von 208 Kilogramm. Die Wandstärke beträgt dabei nur 1 bis 1,5 Millimeter. Beim Fund war der Krater durch das aufliegende Erdreich zerdrückt, zur Bergung mussten die Henkel abmontiert werden. Die Henkel wiegen 116 Kilogramm und sind seitlich mit Gorgonenhäuptern verziert. Der Deckel des Kraters diente als Sieb zum Reinigen des Weines. Darauf war eine Frauenstatuette von 19 cm Höhe montiert. Helmut Birkhan vermutet, dass sie eine Priesterin darstellt. Die Motive auf dem Krater deuten auf eine Herstellung im griechischen Raum, wahrscheinlich in Sybaris, hin. Der Krater von Vix  wurde restauriert und kann im Museum besichtigt werden.

### Weitere Grabhügel
Neben dem Fürstinnengrab fanden sich fünf weitere Hügelgräber in der näheren Umgebung des Mont Lassois, von denen bisher drei genauer untersucht wurden.
Der Grabhügel II von Vix hatte einen Durchmesser von 33 Metern, in der zentralen Grabkammer fanden sich in einer als Urne verwendeten Schale die Reste einer Einäscherung. Anhand der Beifunde wird der Grabhügel auf etwa 850 v. Chr. datiert.
Im Grabhügel von La Butte bei Sainte-Colombe-sur-Seine wurde eine hochgestellte Frau in einem Wagen vermutlich um die Mitte des 6. Jahrhunderts v. Chr.bestattet. Neben zwei Eisenäxten fanden sich auch Armreife und Ohrringe aus Gold.
Der Grabhügel von La Garenne, bei Sainte-Colombe-sur-Seine, wurde bereits 1846 abgetragen, und enthielt einen Grabwagen, in dem sich eine etruskische Bronzeschale mit vier Greifen als Henkel befand. Knochenreste sind hier nicht mehr erhalten.

## Bedeutung der Grabstätte
In Europa finden sich mehrere sogenannte Fürstensitze, zum Beispiel die Höhensiedlung Heuneburg und die Fürstengräber in Hochdorf und Magdalenenberg. Die wohl noch relativ egalitäre Gesellschaft der Bronzezeit wurde in der frühen Eisenzeit um 700 bis 400 v. Chr. zugunsten einer Teilung in eine Oberschicht und den Rest der Bevölkerung aufgegeben. Die neue Hierarchie in der Gesellschaft spiegelt sich in den Funden wider.
Basis dieser Trennung waren wirtschaftliche Erfolge, einhergehend mit dem Handel von begehrten Rohstoffen wie Kupfer und besonders dem seltenen Zinn, die zur Bronzeherstellung benötigt wurden. Vor allem an den Wasserwegen zwischen der phokäischen Kolonie Massalia und dem Ärmelkanal konnte der Handel von Zinn und entsprechender Begleitfracht gut kontrolliert werden. Nicht mehr der Besitz einer Lagerstätte war entscheidend, sondern die Infrastruktur und der Handel damit.
Der in den 1960er und 1970er Jahren führende Prähistorische Archäologe Wolfgang Kimmig interpretierte die Veränderungen insbesondere an den Begräbnisstätten so: Der mit dem Handel einhergehende zunehmende und schnell wachsende Reichtum führte zur Bildung der sogenannten „Fürstensitze“, von denen aus die Elite den Handel in ihrem Einflussbereich kontrollierte und förderte. Die Herren der Fürstensitze wurden nun, anders als ihre Mitmenschen, nicht egalitär und ohne große Beigaben in Flachgräbern beigesetzt, sondern bekamen eigene, aufwändig hergestellte Grabhügel. Ihre guten Handelskontakte und der damit einhergehende Einfluss manifestierte sich in den imposanten Grabbeigaben, die, wie hier in Vix, auch extrem prestigeträchtige Importe aus dem mediterranen Raum beinhalten konnten.
Die wenigen unberaubt gefundenen Fürstengräber zeigen also, neben den sicherlich oft beeindruckenden Fundstücken, vor allem einen gravierenden Wandel der Gesellschaftsstruktur an. Handel wurde zur Basis einer neuen Hierarchie der Gesellschaft und verschaffte den Nutznießern eine bisher nie gekannte Machtbasis.
Die Grabstätte ist als Monument historique geschützt. Der Mont Lassois mit der Fürstlichen Grabstätte von Vix ist auch Teil einer transnationalen Bewerbung für einen Eintrag auf der Welterbeliste der UNESCO, die auf deutscher Seite die Heuneburg in Baden-Württemberg und den frühkeltische Fürstensitz auf dem Glauberg in Hessen umfasst. Aufgrund des komplexen Verfahrens mit umfassenden Prüfungen, das einem Eintrag in die Liste des Welterbes vorangeht, ist mit einer Entscheidung des Welterbekomitees frühestens Anfang der 2030er Jahre zu rechnen.

## Galerie

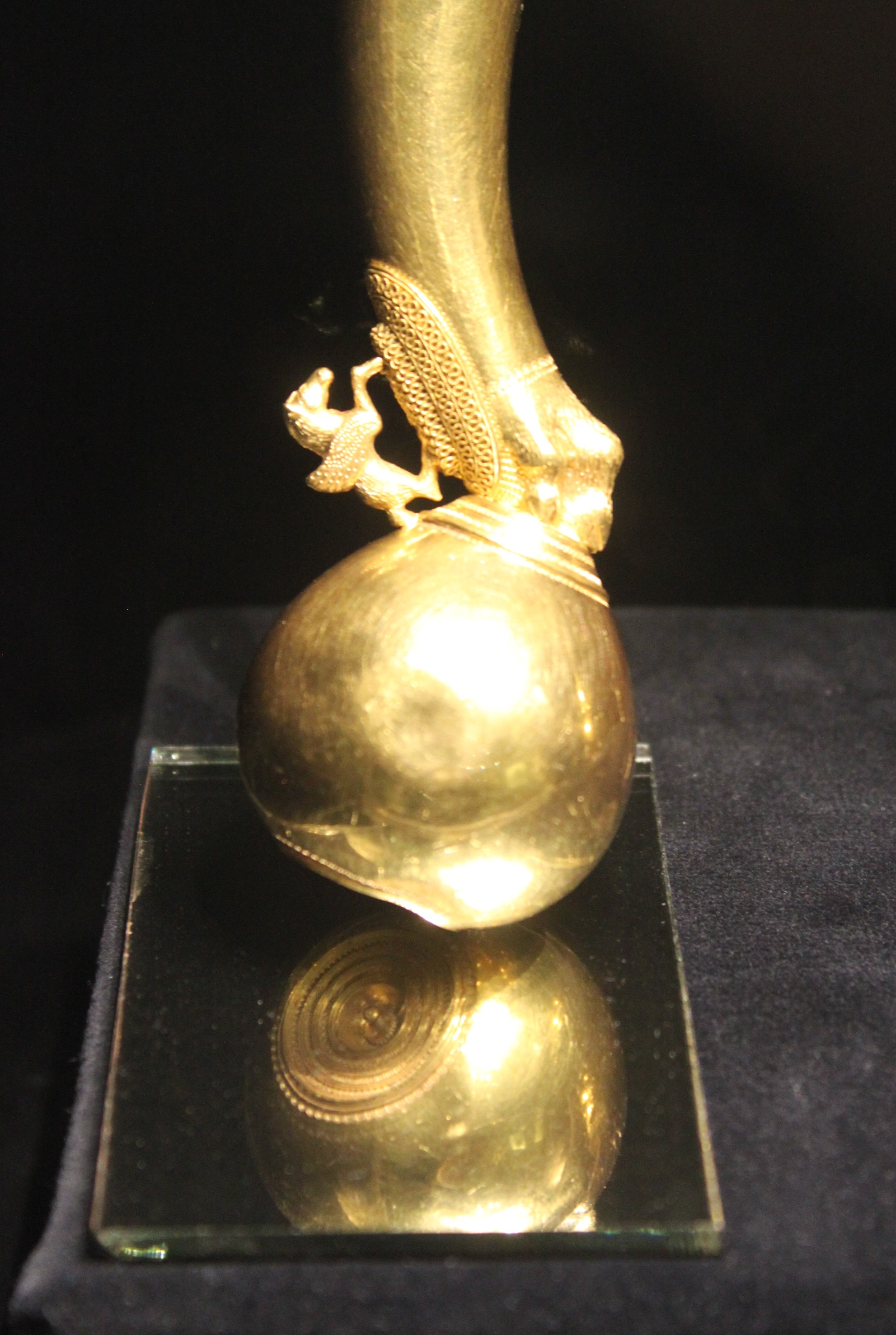
Goldener Torques aus Gold (Detail)
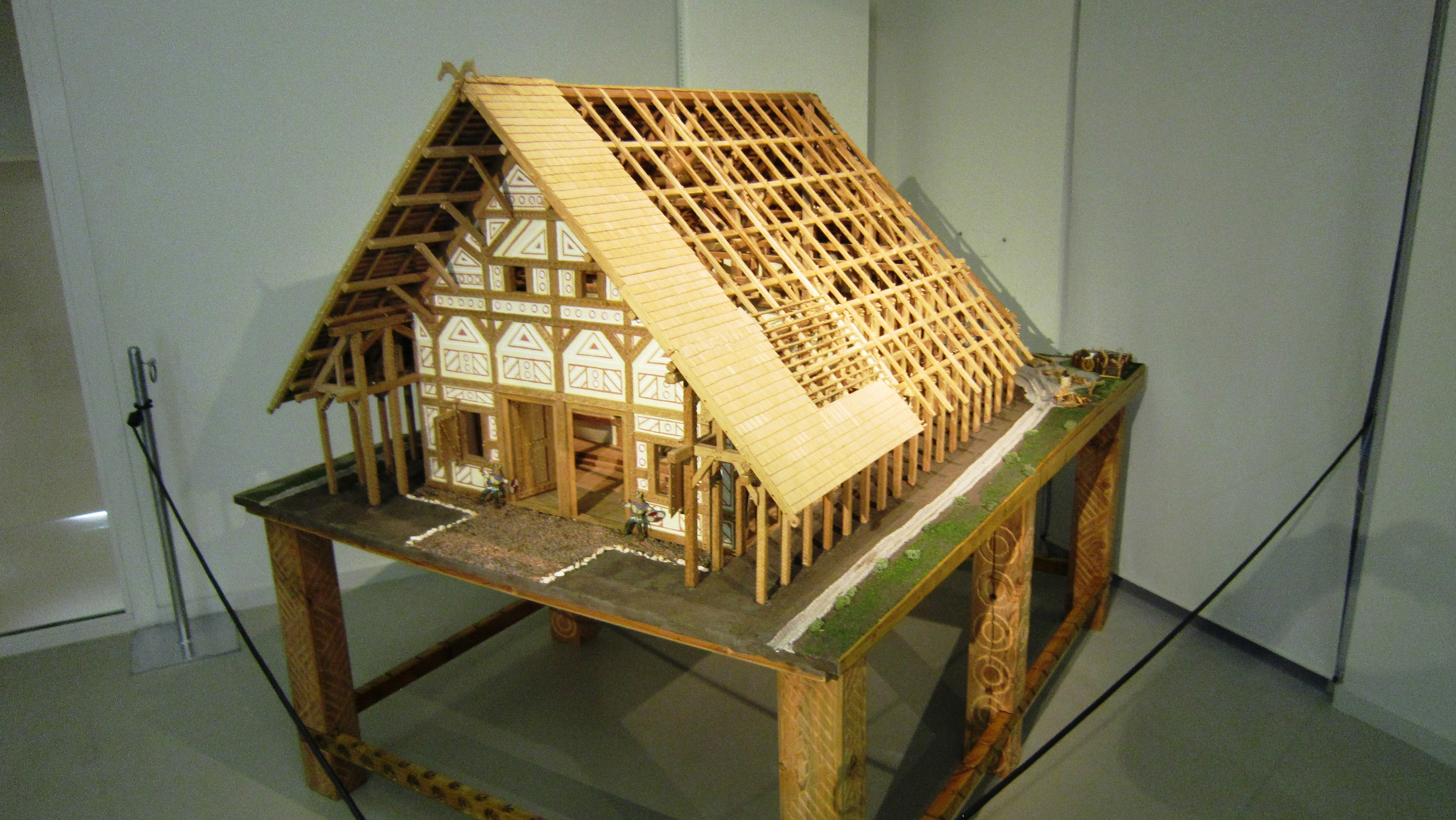
Modell des „Palasts“ auf dem Mont Lassois
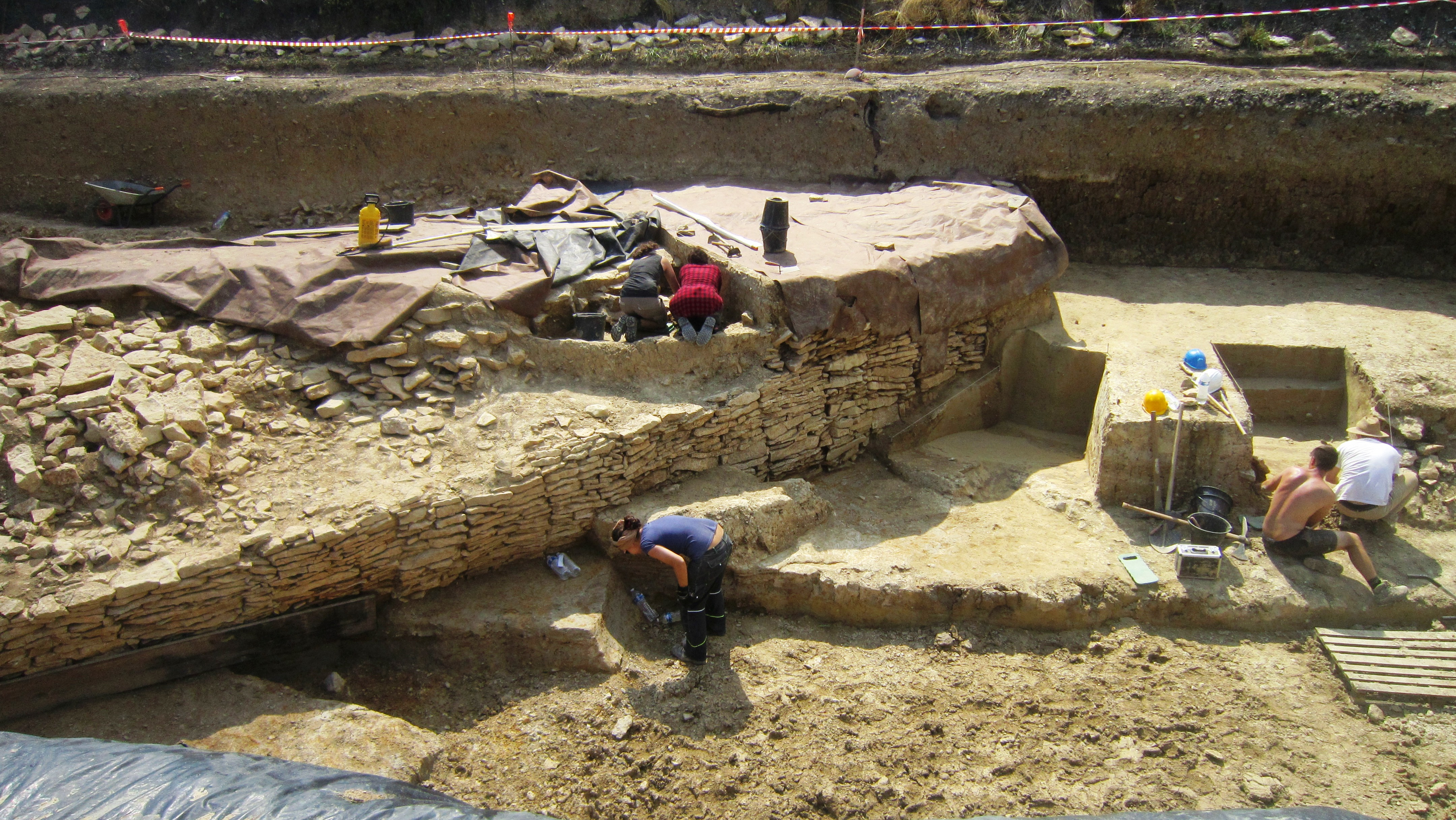
Ausgrabungen eines Walls am Mont Lassois
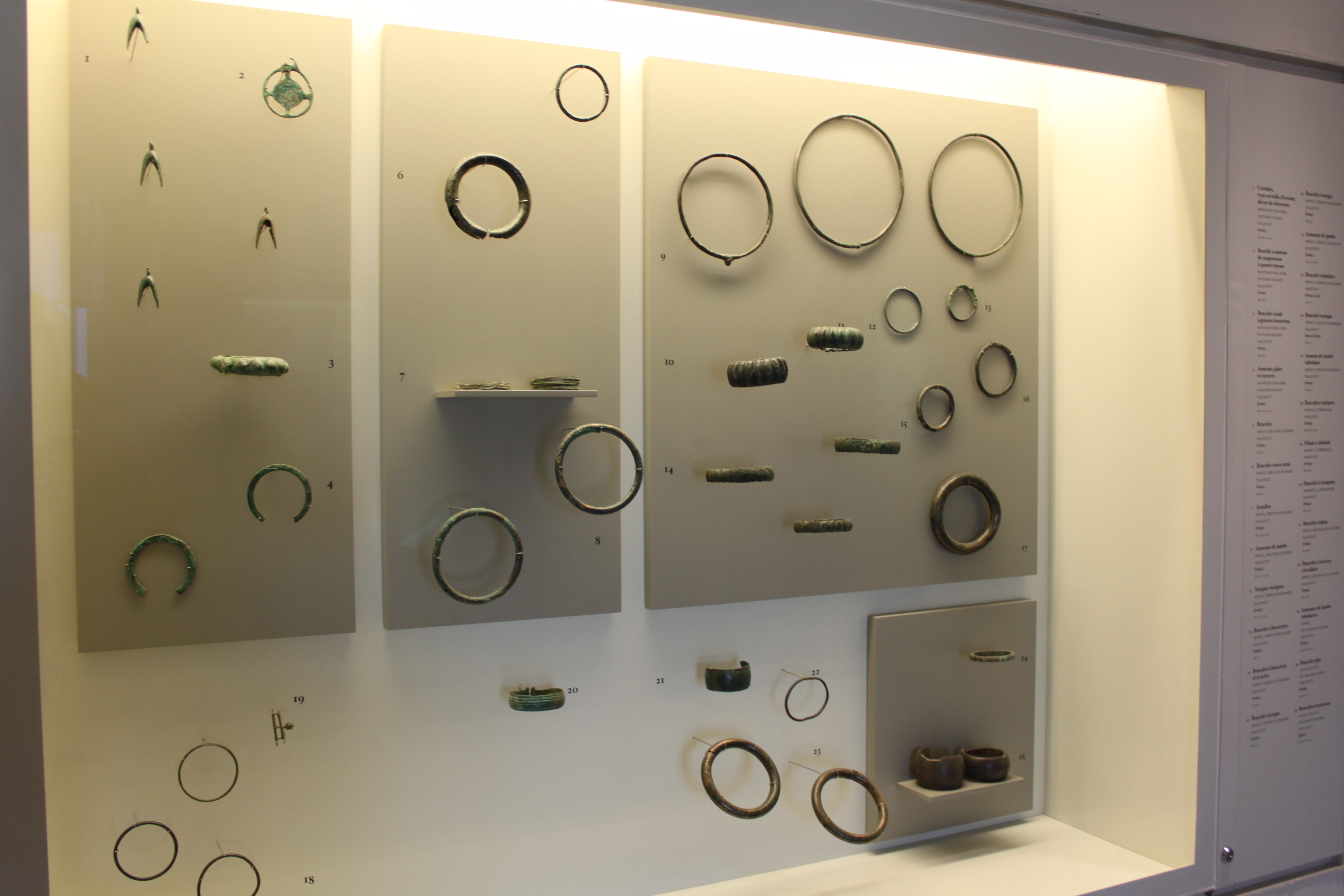
Grabungsartefakte
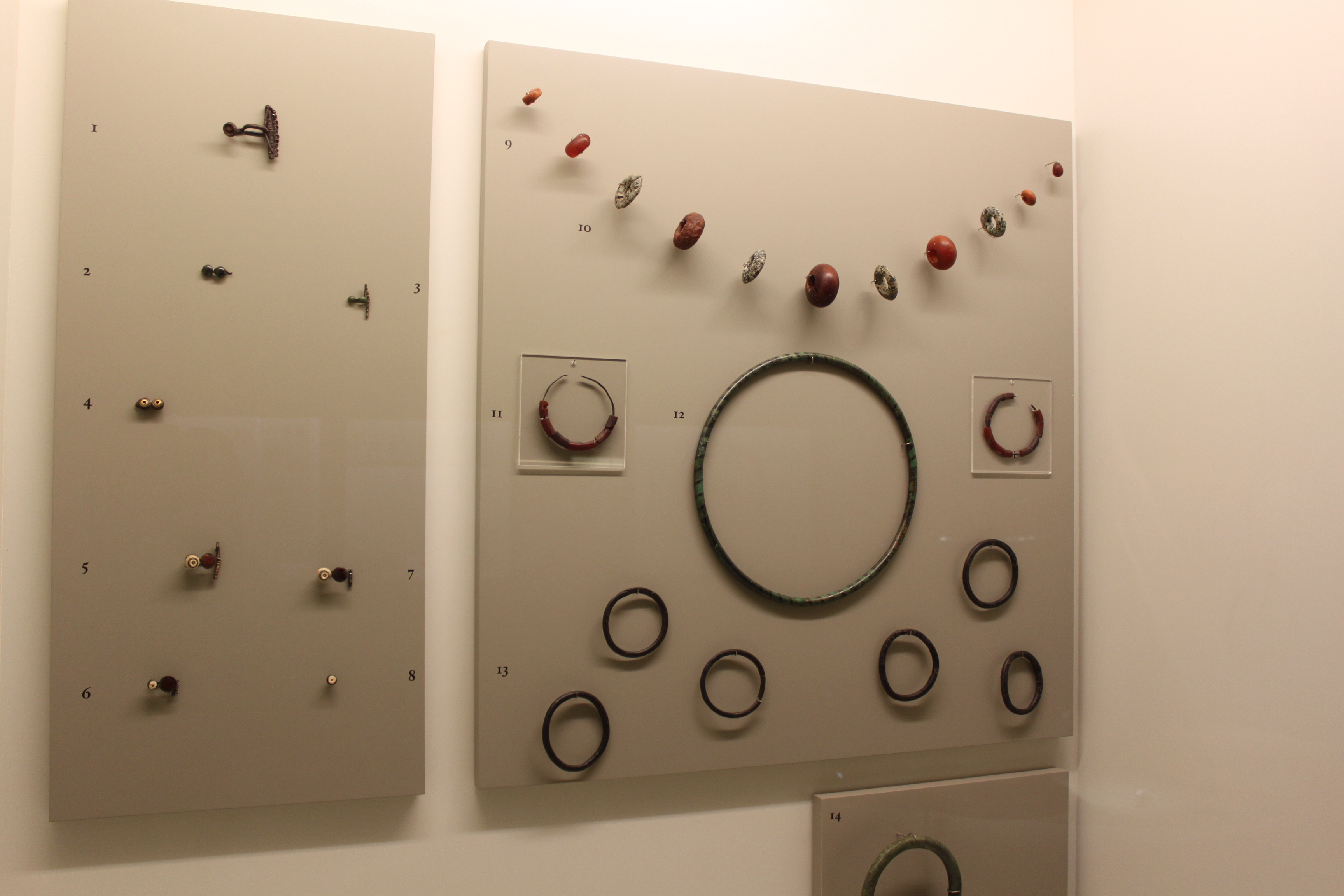
Grabungsartefakte II
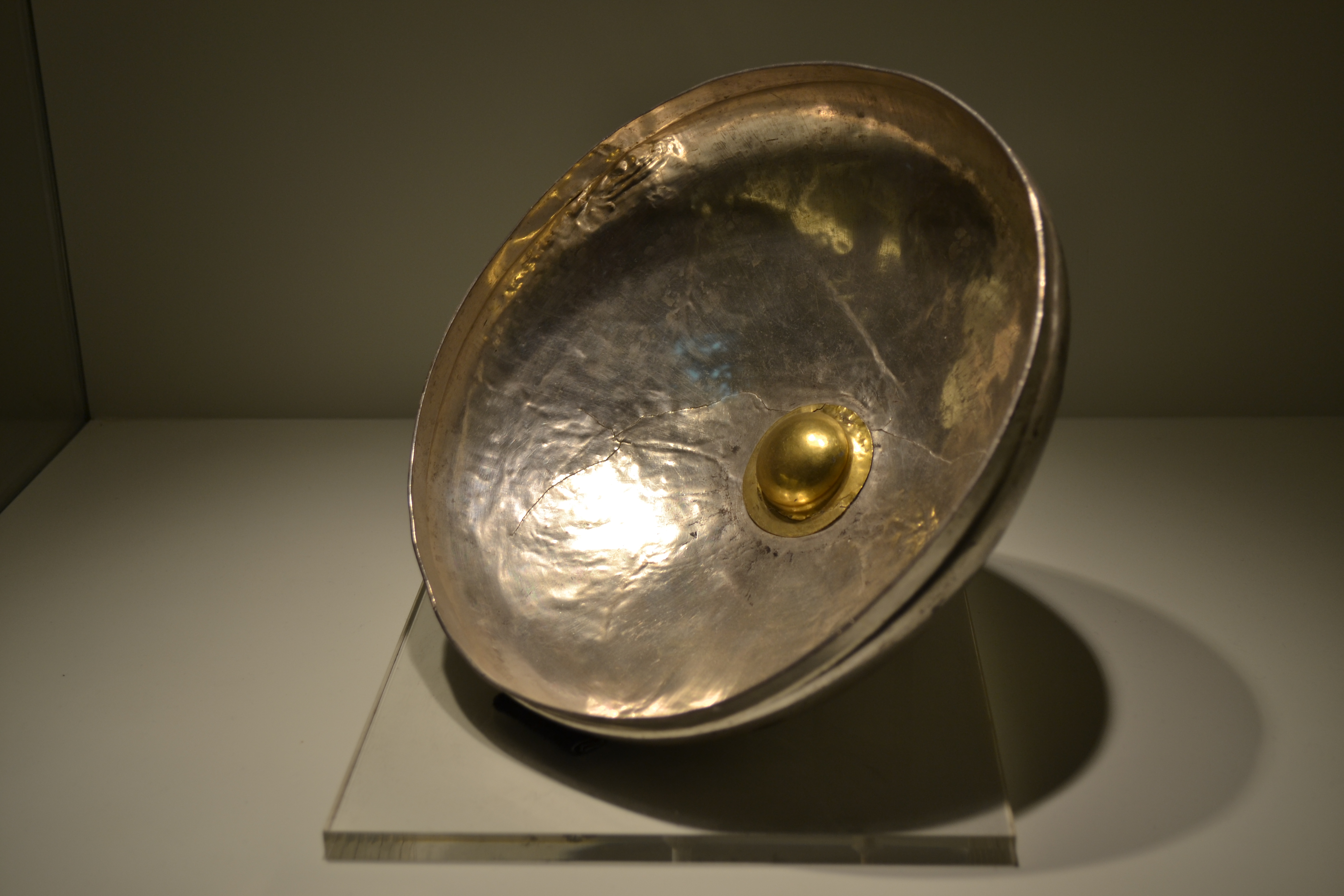
Silberne Phiale
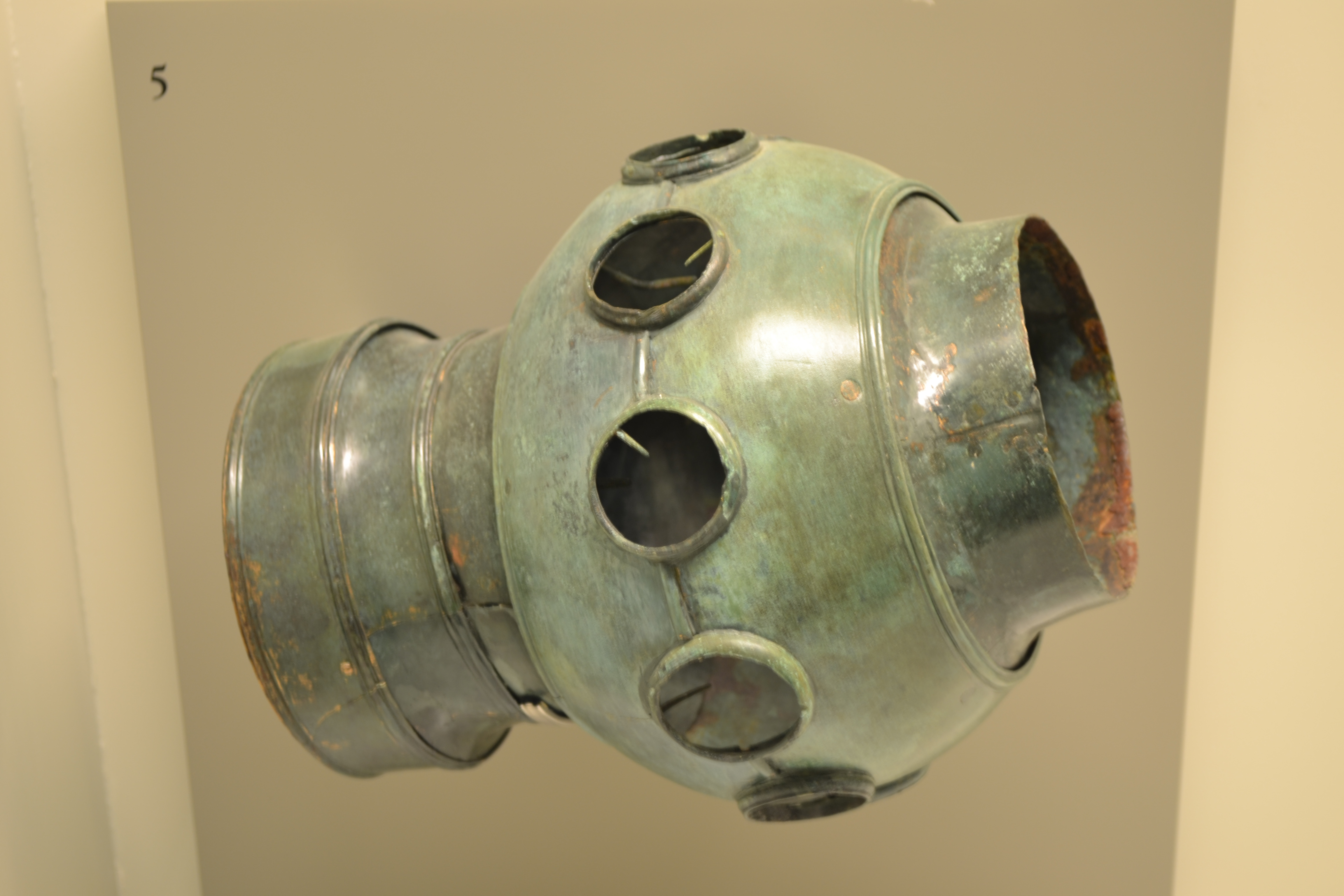
Radachse des Zeremonialwagens
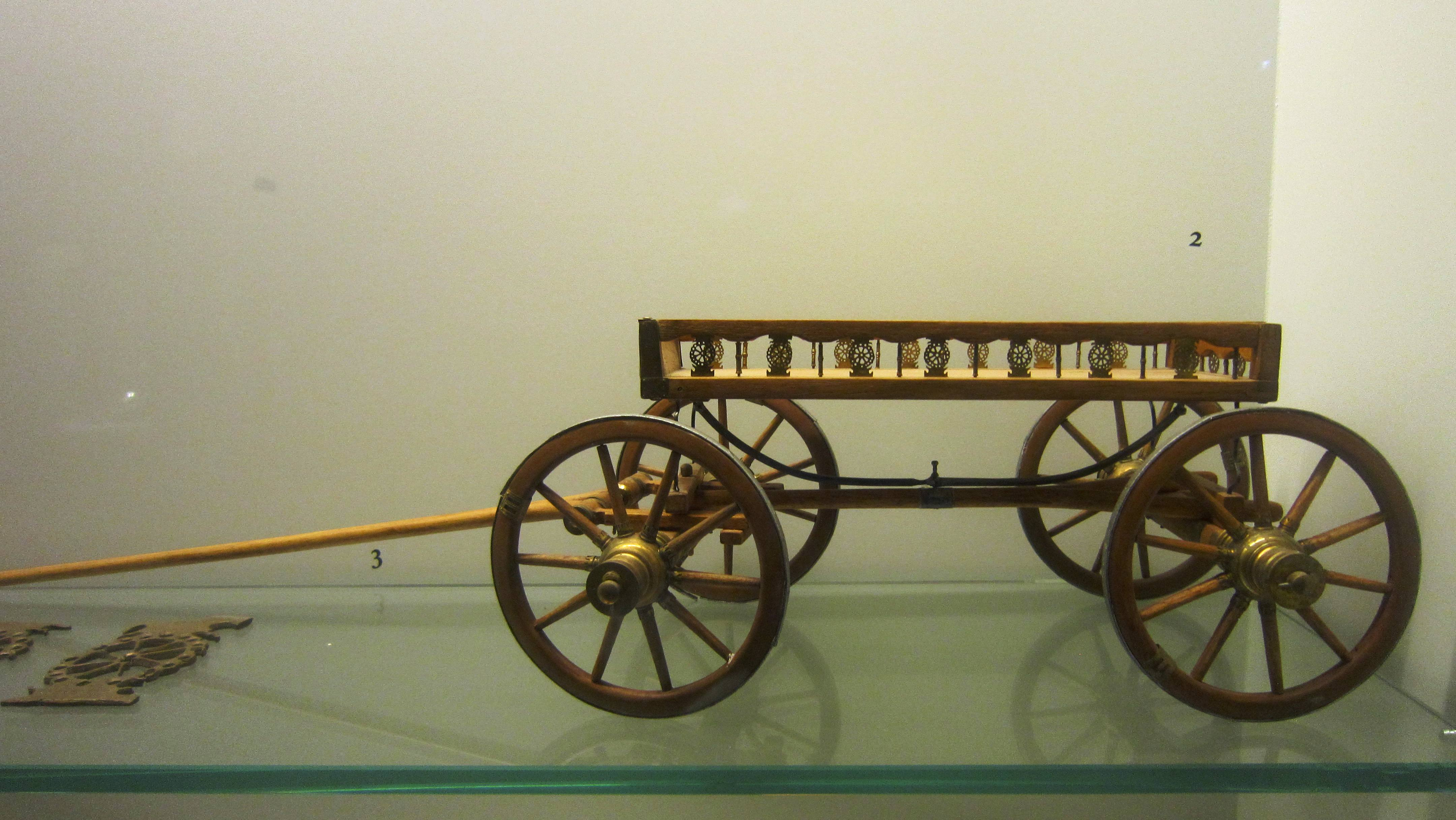
Modell des Zeremonienalwagens
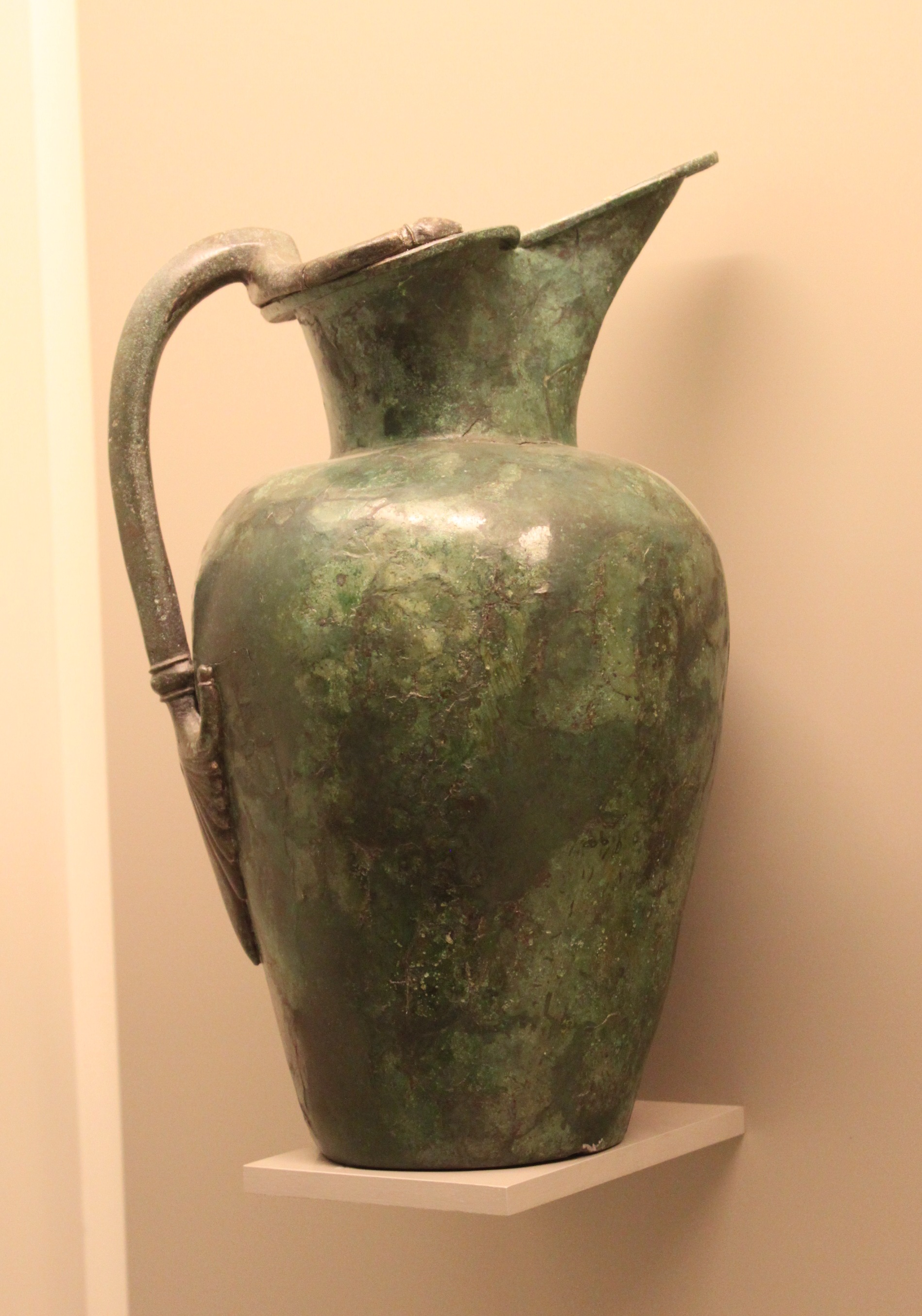
Etruskische Oinochoe
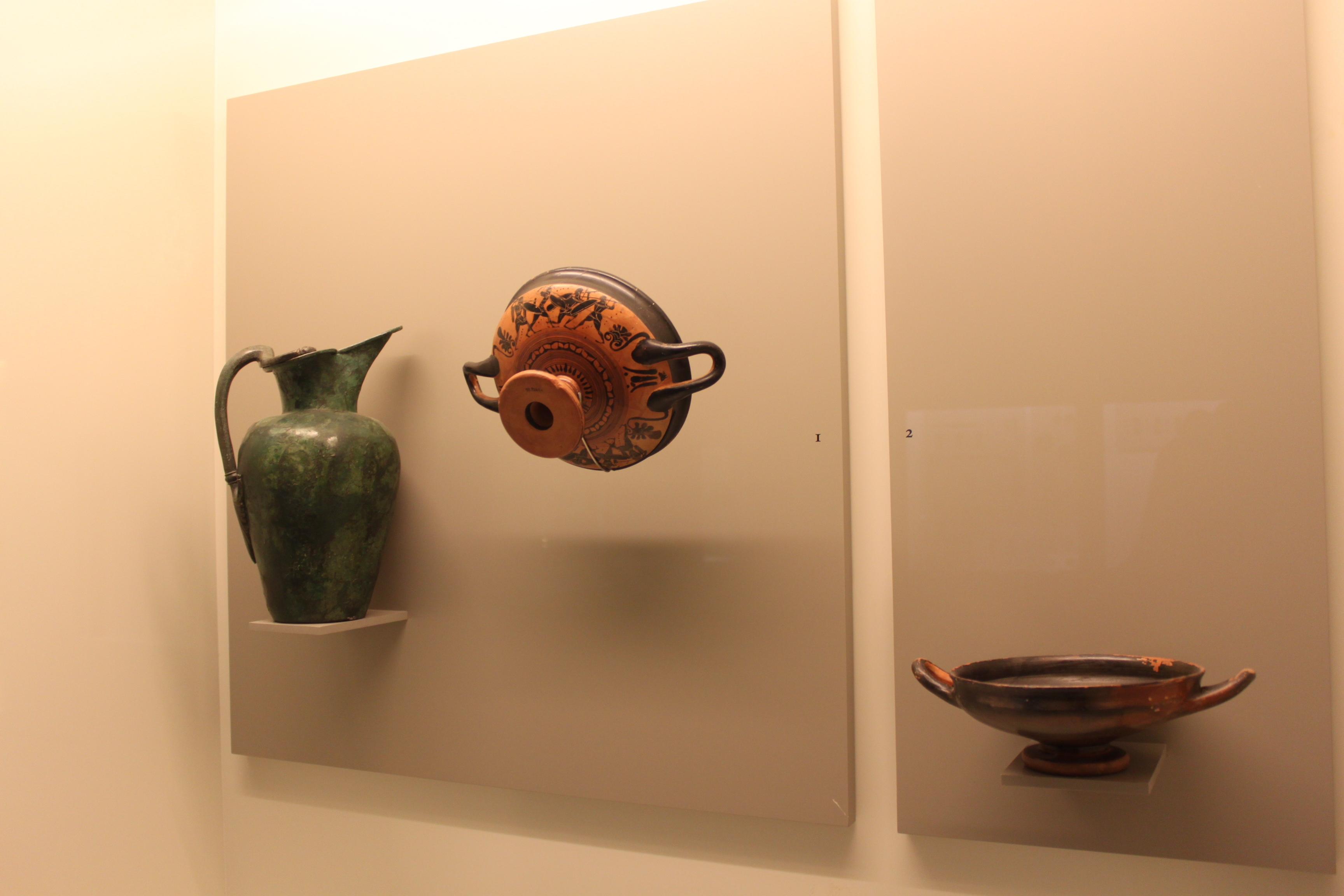
Griechische Töpferei
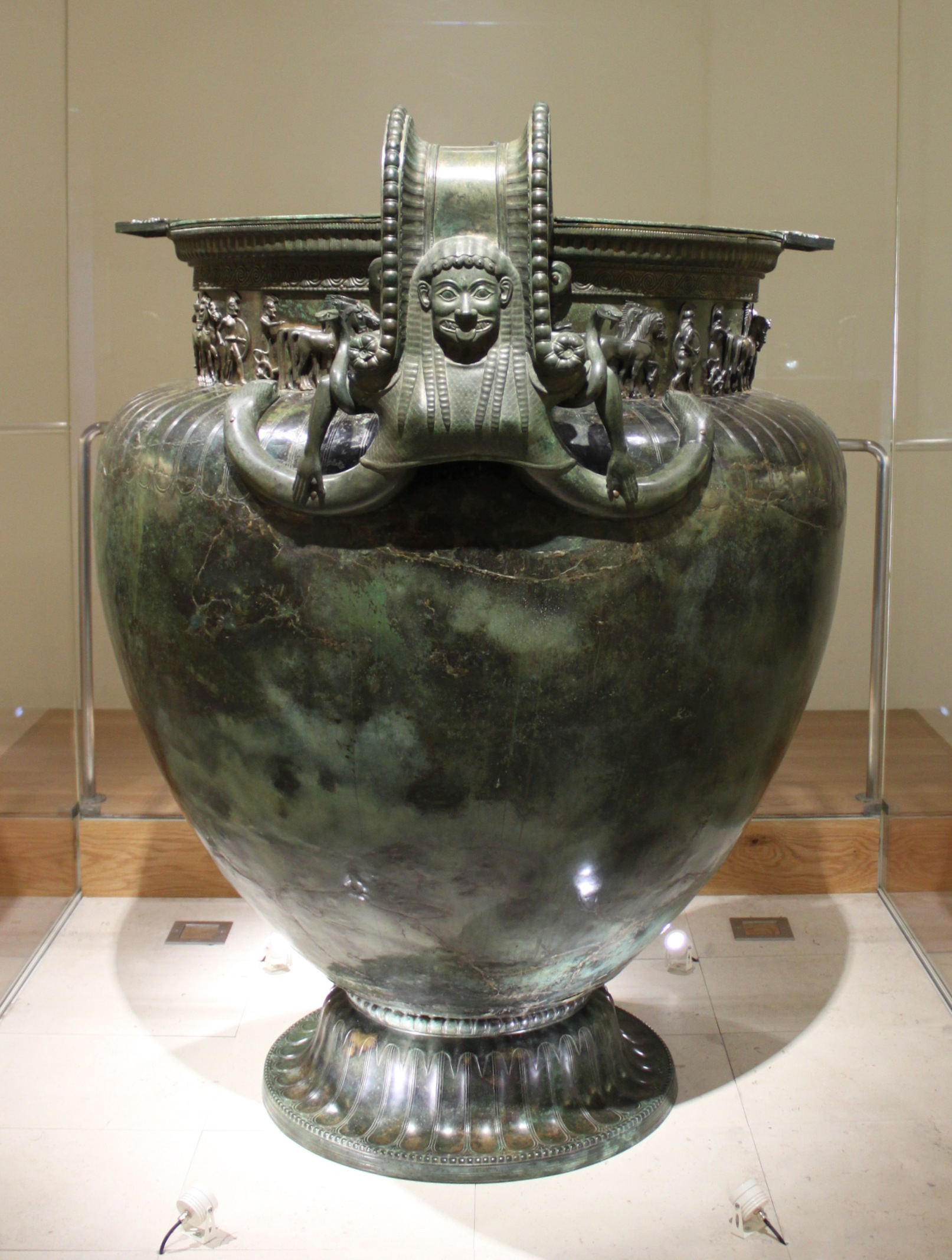
Krater von Vix
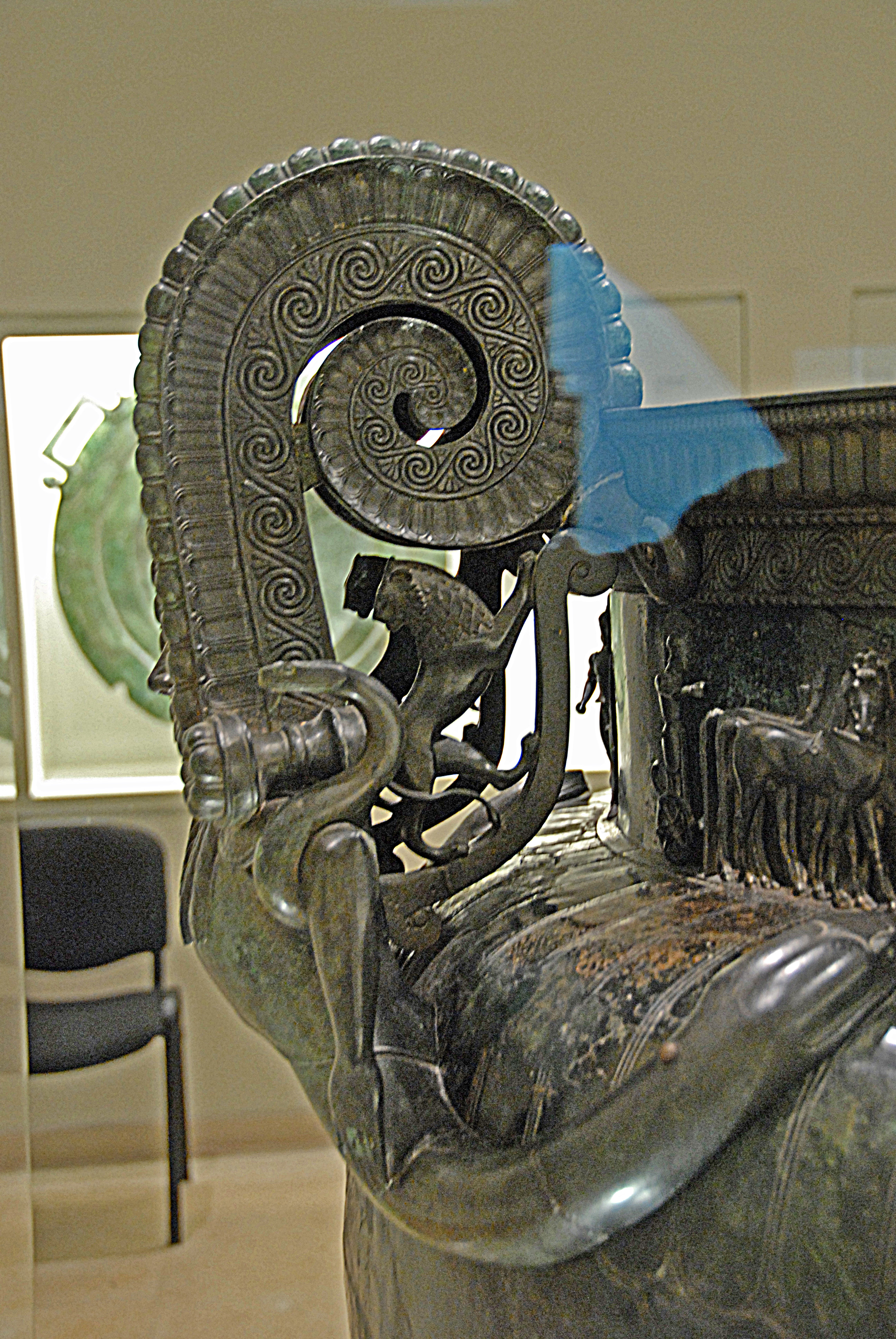
Krater von Vix (Detail)
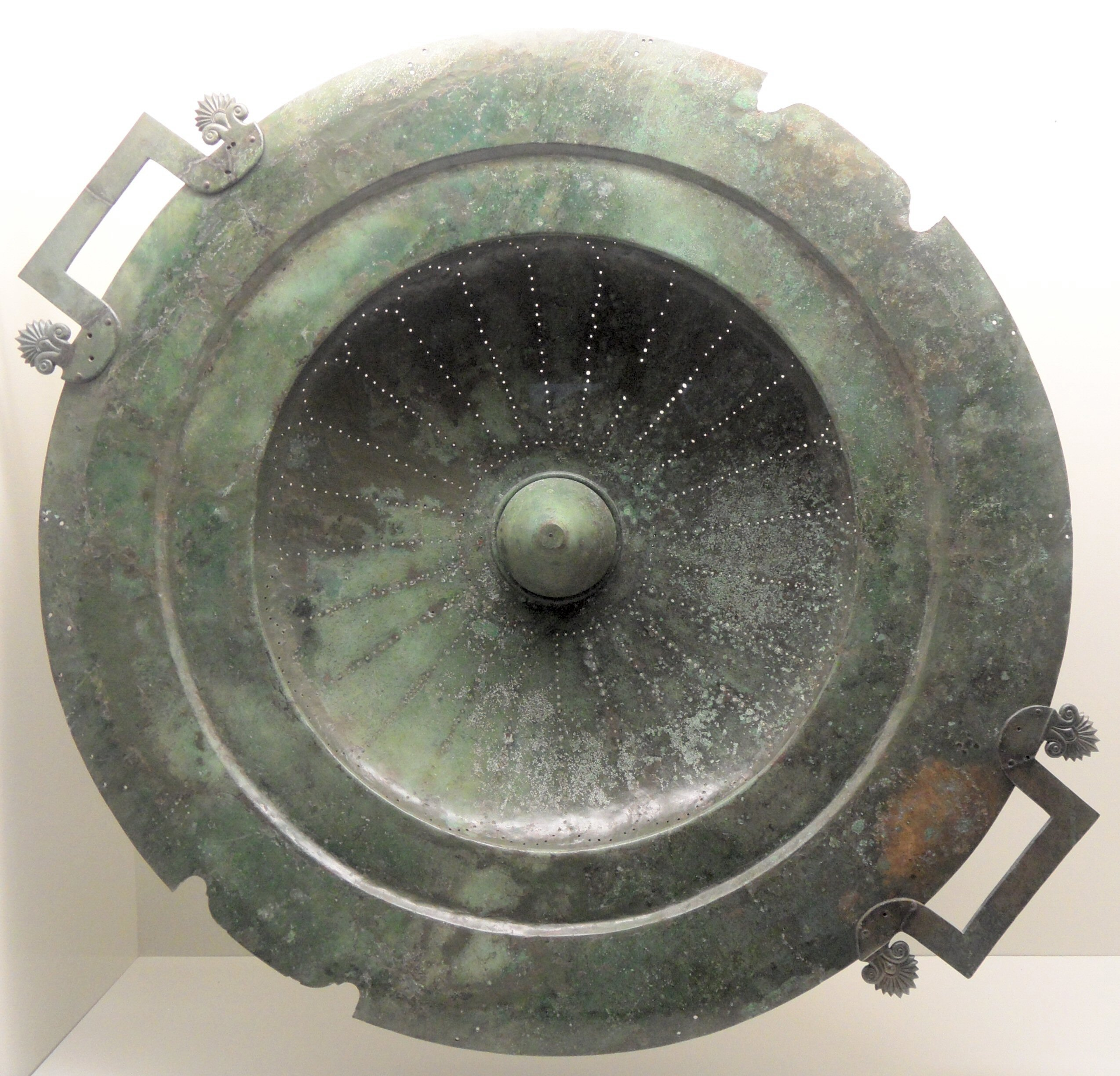
Krater von Vix (Rand und Siebdeckel)